# Suazi na Letnich Igrzyskach Olimpijskich 1996
Suazi na Letnich Igrzyskach Olimpijskich 1996 reprezentowało 6 zawodników : 5 mężczyzn i 1 kobieta. Był to 6 start reprezentacji Suazi na letnich igrzyskach olimpijskich.

## Skład kadry

### Boks
Mężczyźni
- Dan Mathunjawa – waga średnia (do 75 kg) – 17. miejsce

### Lekkoatletyka
Mężczyźni
- Themba Makhanya – bieg na 800 m – odpadł w eliminacjach,
- Isaac Simelane – maraton – 62. miejsce,
- Daniel Sibandze – maraton – 78. miejsce
- Victor Shabangu – skok w dal – 43. miejsce

### Pływanie
Kobiety
- Daniela Menegon – 800 m stylem dowolnym – 28. miejsce